# Fijiral
De fijiral (Hypotaenidia poeciloptera, synoniem: Nesoclopeus poecilopterus) is een uitgestorven vogel uit de familie van de rallen (Rallidae).

## Verspreiding en leefgebied
Deze soort was endemisch op de Fiji-eilanden.